# 林家志弦
林家志弦（3月22日—）是日本的漫画家。埼玉縣出身，女性。

## 名稱來歷
1980年代後半、以「林家ぱー」名義在個人電腦美少女遊戲為人物設定及劇本出道。在Partysoft專用職業，由『CAL』系列開始創造出不同大受歡迎的作品。當年是美少女遊戲的黎明時期，她是不可不提及的其中一人。還有，她發青當時同人誌及遊戲專門雜誌等繪畫漫畫，當時在漫畫界頗為活躍。1992年，表明參加スタジオトゥインクル，並離開。1994年筆名改為「林家志弦」。1998年、スタジオトゥインクル解散後，正式成為漫畫家。

## 作風
現在她的作品風格含有同性戀以及百合。最初以『美少女戰士』，後來以『少女革命』創作同人誌作品，有不少支持者。非常喜歡美少女戰士中的水野亜美。亞美的人物造型於連載中作品『星空學園』大受歡迎萌系角色「宮本靜久」出現。（根據她本人談及是無意這樣做，但是因為自己的嗜好將她創造出來）。
她的作品「星空學園」、「ULTRA SWORD」等混合了少女及日本刀（大刀），一般女性角色使用的武器是薙刀及短刀。受到大受歡迎的遊戲《櫻花大戰》影響下。以白拍子為一種男裝化的方法，確立了角色的美感，並帶來中性的魅力。
可以發行單行本的作品並不多，當中唯一的成人作品「ULTRA SWORD」（出版社下面詳細記載）是集合了「色惰」「連續故事」及「笑話」集合了三種戰後漫畫支柱合而為一的作品。繒畫潔淨草圖繪畫非常細緻，看得出作者高雅的感性。雖然該作品一集完成、但看來可以發行續編，為該序章發展成壯大的故事。那樣被評定為高想象力刺激性高的作品。
明確描寫同性戀的風格，不作品中並沒有出現強烈的愛欲感，卻帶有痛快的喜劇元素，出現了清涼感、前面描述少女估計併用「中性化」手法。並不是「愛」，而是「戀」，為她的作品成為了喜劇的佳品。
現時，她以「吉岡詩織」及「織田めい」等筆名出現在遊戲設計上。

## 連載中的作品列表
- 星空學園（はやて×ブレード）（月刊Comic電擊大王（MediaWorks））
- Strawberry Shake Sweet（ストロベリーシェイクSweet）（百合姉妹（Magazine Magazine））後更名（Comic百合姫（一迅社））

## 已連載結束的作品列表
- ULTRA SWORD（コミックメガプラス（コアマガジン）)
- （MediaWorks）
- 星空的邂逅（月刊Comic電擊大王（MediaWorks））
- 不思議な妖精ピサチ（電撃大王，一集完成）
- 演撃少女 命
- ひまわり地獄
- （漫畫Live MOMO（竹書房））

## 遊戲作品
- 『CAL』（Partysoft／PC　林家ぱー名義）
- 『CAL II』（Partysoft／PC　林家ぱー名義）
- 『JOKER』（Partysoft／PC　林家ぱー名義）
- 『JOKER II』（Partysoft／PC　林家ぱー名義）
- 『分裂守護神トゥインクル☆スター』（スタジオトゥインクル／PC　林家ぱー名義）
- 『舞夢』（スタジオトゥインクル／PC）
- 『ハート・ヒート・ガールズ』（Cat's pro／PC　織田めい名義）
- 『ゆうわくオフィス恋愛課』（Takara／PlayStation）
- 『ツアーパーティー 卒業旅行にいこう』（Takara／PS、SS）

## 外部連結
- ※※ＪＤ＆ＭＨ※※（與牧瀨蓮共同運作的網站）